# Pepe (cầu thủ bóng đá)
Kepler Laveran de Lima Ferreira (sinh ngày 26 tháng 2 năm 1983), thường được biết đến với tên gọi Pepe (phát âm tiếng Bồ Đào Nha: [ˈpɛpi]; phát âm tiếng Bồ Đào Nha: [-pɨ]), là một cựu cầu thủ bóng đá chuyên nghiệp từng thi đấu ở vị trí trung vệ. Nổi tiếng nhờ khả năng tranh chấp tốt và lối chơi giàu thể lực, anh được đánh giá là một trong những trung vệ xuất sắc nhất thế giới trong thế hệ của mình.
Trong suốt thời gian thi đấu chuyên nghiệp, Pepe thi đấu cho Marítimo, Porto, Real Madrid và Beşiktaş, và anh có được thành công tập thể lẫn cá nhân với Porto và Real Madrid. Anh giành ba danh hiệu La Liga, ba danh hiệu UEFA Champions League, hai danh hiệu Copa del Rey và thi đấu 334 trận cho Real Madrid. Anh cũng vô địch Primeira Liga ba lần và Taça de Portugal hai lần với Porto.
Sinh ra và lớn lên ở Brasil nhưng Pepe chọn thi đấu cho đội tuyển quốc gia Bồ Đào Nha, và đã có 123 lần ra sân kể từ lần đầu tiên vào năm 2007. Anh đã thi đấu tại ba kỳ FIFA World Cup và bốn kỳ UEFA Euro, và là thành viên của đội bóng đã giành chức vô địch UEFA Euro 2016, ngoài ra cũng đi đến vòng bán kết của UEFA Euro 2012.

## Sự nghiệp câu lạc bộ

### Marítimo
Năm 18 tuổi, Pepe cùng một người bạn rời đội trẻ Corinthians Alagoano của Brasil và đến Bồ Đào Nha thi đấu cho đội hình B của C.S. Marítimo trên đảo Madeira. Sau một mùa với 10 trận được thi đấu, Pepe được đưa lên đội hình chính ở mùa giải 2002/03. Anh thi đấu ngày càng xuất sắc và được huấn luyện viên Mitchell van der Gaag cho vào đội hình thi đấu chính thức.
Đến cuối mùa bóng dưới sự dẫn dắt của huấn luyện viên mới, Anatoliy Byshovets, Pepe được thử nghiệm thi đấu ở nhiều vị trí từ hậu vệ, tiền vệ đến hộ công. Tại mùa giải này anh cũng có bàn thắng đáng nhớ vào lưới Sporting Braga giúp Marítimo giành thắng lợi 1-0.
Trước mùa giải 2003-04, Marítimo cho phép Pepe tập luyện với câu lạc bộ Sporting Club de Portugal trong 2 tuần để có thể chuyển nhượng anh cho câu lạc bộ này. Tuy nhiên sau đó cả hai câu lạc bộ không thống nhất trong các điều khoản hợp đồng nên vụ chuyển nhượng đi đến thất bại. Mùa hè 2004, Pepe đến F.C. Porto với phí chuyển nhượng 1 triệu euro cộng với 3 cầu thủ Tonel, Evaldo và Antonielton Ferreira. Ngoài ra Marítimo sẽ nhận được 20% phí chuyển nhượng trong tương lai của Pepe.

### Porto

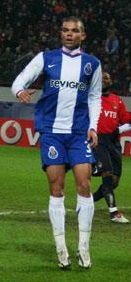
Pepe chơi cho Porto vào năm 2006

Trong mùa giải đầu tiên với huấn luyện viên Víctor Fernández, Pepe thường xuyên phải ngồi ghế dự bị cho các cựu binh như Pedro Emanuel, Jorge Costa và Ricardo Costa.
Mùa giải 2005-06 dưới sự dẫn dắt của huấn luyện viên Co Adriaanse, Pepe có mùa giải vô cùng thành công và trở thành một trong những hậu vệ xuất sắc nhất giải nhờ đội hình 3-4-3 mà trong đó anh đóng vai trò hạt nhân của hàng hậu vệ. Thành công trên đã khiến Pepe được nhiều câu lạc bộ theo đuổi, trong đó có câu lạc bộ Tây Ban Nha Real Madrid.

### Real Madrid
Ngày 10 tháng 7 năm 2007, Pepe ký hợp đồng 5 năm với Real Madrid cùng phí chuyển nhượng 30 triệu €.

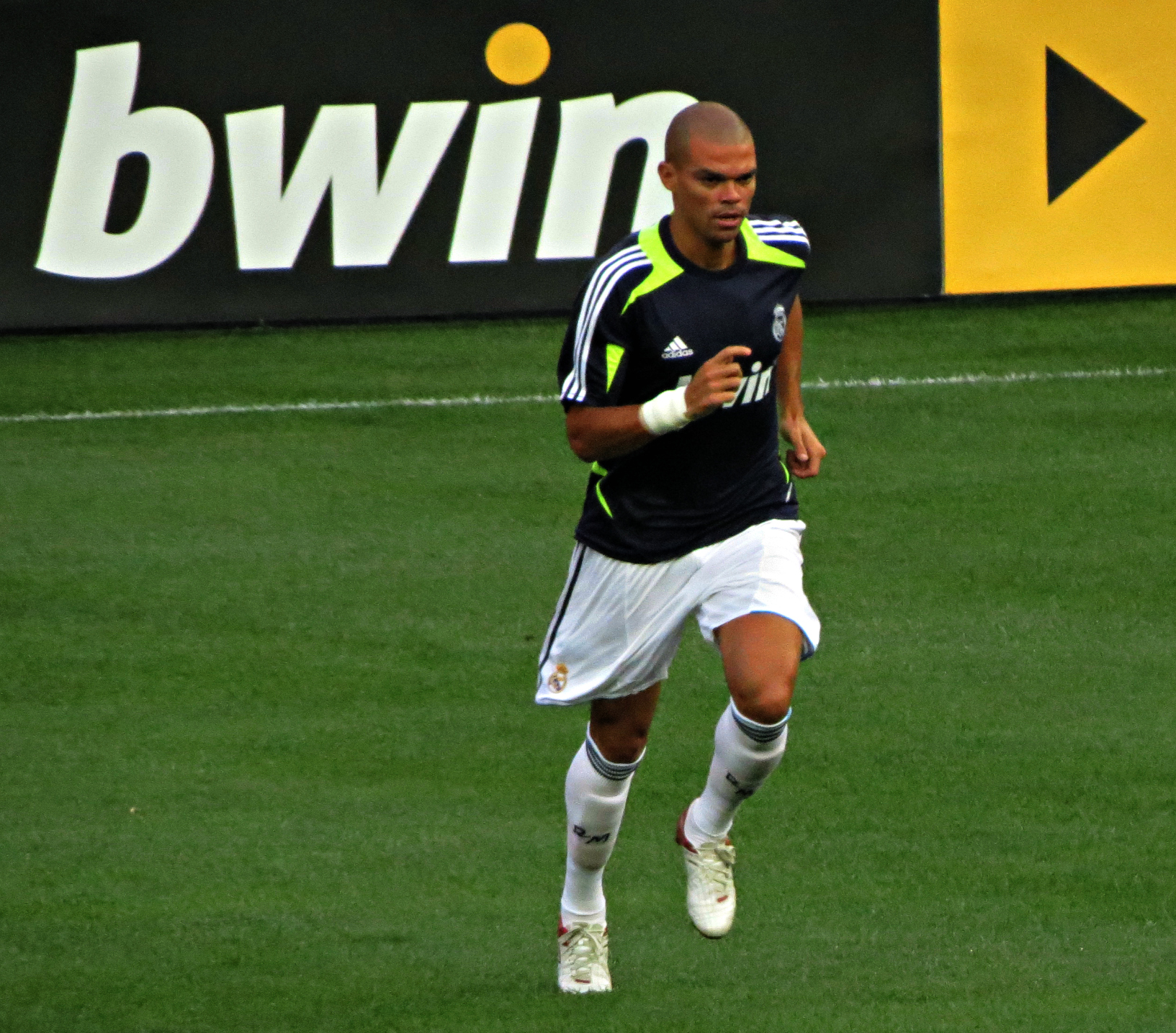
Pepe khởi động vào năm 2012

Mùa giải đầu tiên Pepe bị chấn thương dài hạn và không thi đấu nhiều cho Real. Trận cầu đáng nhớ của anh là vào ngày 23 tháng 12 năm 2007 trong trận thắng 1-0 của Real Madrid trước FC Barcelona, Pepe đã thi đấu rất xuất sắc khi không mắc một sai lầm nào và nhận danh hiệu cầu thủ xuất sắc nhất trận đấu. Nhưng sau đó vào cuối tháng 1 anh lại mắc phải chấn thương và không thể tham dự trận đấu lượt về tại vòng 1/16 Champion League gặp AS Roma.
Ngày 22 tháng 4 năm 2009, trong trận đấu với Getafe ở La Liga, Pepe đã dùng tay đẩy ngã Javier Casquero trong vòng cấm. Sau đó, anh còn tung ra hai cú đá liên tiếp nhằm vào đùi và lưng của Casquero. Trọng tài không ngần ngại cho đội khách hưởng phạt đền, đồng thời rút thẻ đỏ truất quyền thi đấu của Pepe. Pepe phát biểu sau trận đấu: "Tôi rất buồn và thất vọng với thái độ của mình. Lúc đó, tôi đã không thể kiềm chế bản thân. Tuy nhiên, ai chả có lúc mắc sai lầm. Điều quan trọng là tôi đã nhận ra sai lầm của mình. Tôi xin lỗi cổ động viên Real Madrid và tất nhiên cả Casquero nữa". Tuy nhiên, ngoài hai cú đá mang tính triệt hạ Casquero, Pepe còn vung tay đấm vào mặt Albin và có những lời lẽ hăm dọa trọng tài thứ 4 ở ngoài đường biên. Cuối cùng, Uỷ ban kỉ luật thuộc Liên đoàn bóng đá Tây Ban Nha đã đưa ra quyết định treo giò anh 10 trận, trong đó một trận vì chiếc thẻ đỏ, 8 trận vì hành vi trút giận vào Casquero của Getafe và thêm một trận nữa do thóa mạ trọng tài.
Ngày 8 tháng 8 năm 2024, anh chính thức tuyên bố giã từ sự nghiệp bóng đá.

## Sự nghiệp quốc tế
Pepe trở thành công dân Bồ Đào Nha từ tháng 8 năm 2007 và vào ngày 30 tháng 8 cùng năm, anh có mặt trong đội hình đội tuyển Bồ Đào Nha lần đầu tiên trong trận đấu tại vòng loại Euro 2008 gặp đội tuyển Ba Lan. Nhưng chấn thương trong lúc thi đấu cho Real Madrid khiến anh vắng mặt ở nhiều trận đấu vòng loại và chỉ trở lại trong trận cuối cùng gặp Phần Lan vào ngày 21 tháng 11.
Tại Giải vô địch bóng đá châu Âu 2008, giải đấu quốc tế lớn đầu tiên mà Pepe tham dự, trong trận mở màn của Bồ Đào Nha gặp Thổ Nhĩ Kỳ, Pepe ghi bàn mở tỉ số sau khi phối hợp bật tường với Nuno Gomes, chung cuộc Bồ Đào Nha thắng 2-0. Cùng với việc thi đấu chắc chắn trong trận này, anh được nhận danh hiệu cầu thủ xuất sắc nhất trận đấu. Ngoài ra Goal.com còn đưa anh vào đội hình tiêu biểu của Euro 2008 sau lượt đấu thứ nhất vòng đấu bảng. Anh cũng thi đấu trong 2 trận còn lại của vòng bảng gặp đội tuyển Cộng hòa Séc và đội tuyển Thụy Sĩ. Tuy nhiên, cuộc phiêu lưu của Pepe và các đồng đội trong đội tuyển Bồ Đào Nha đã dừng lại ở tứ kết khi họ để thua đội tuyển Đức 3-2. Tuy vậy, anh vẫn được tiểu ban kỹ thuật UEFA chọn vào danh sách 23 cầu thủ xuất sắc nhất tại Euro 2008.
Ngày 1 tháng 6 năm 2010, vừa bình phục chấn thương, Pepe đã được chọn vào danh sách 23 cầu thủ Bồ Đào Nha tham dự Giải bóng đá vô địch thế giới 2010 tại Nam Phi của huấn luyện viên Carlos Queiroz. Bồ Đào Nha sau đó bị Tây Ban Nha loại ở vòng 2.
Tại Euro 2012, anh chỉ có được một bàn thắng trong chiến thắng 3-2 của Bồ Đào Nha trước đối thủ Đan Mạch. Kết thúc giải đấu, Pepe một lần nữa xuất hiện trong đội hình xuất sắc nhất giải đấu dù Bồ Đào Nha phải dừng bước tại bán kết.
Anh tiếp tục có tên trong danh sách đội tuyển Bồ Đào Nha tham dự Euro 2016 tổ chức tại Pháp. Tại giải đấu này, anh không ghi được bàn thắng nào nhưng là một trong những cá nhân thi đấu ấn tượng nhất để giúp đội tuyển Bồ Đào Nha giành chức vô địch Euro đầu tiên sau 12 năm chờ đợi kể từ Euro 2004. Trong trận chung kết, sau khi Ronaldo rời sân do chấn thương, anh trở thành một người thủ lĩnh, một tấm lá chắn vững chắc trước khung thành thủ môn Rui Patricio sau những đợt uy hiếp khung thành của tuyển Pháp và được bình chọn là cầu thủ xuất sắc nhất trận chung kết. Và với những màn trình diễn ấn tượng của mình, anh đã có tên trong đội hình tiêu biểu Euro 2016.
Tại World Cup 2018, anh chỉ có được một bàn thắng trong trận thua 1-2 trước Uruguay ở vòng 16 đội.
Tại World Cup 2022, anh chỉ có 1 bàn thắng trong trận đại thắng 6-1 găp Thụy Sĩ, nhưng trong kì WC cuối cùng sau một trận, Bồ Đào  Nha để thua sát nút 0-1 trước Maroc.
Tại Euro 2024, anh có mùa giải đấu cuối cùng cùng Cristiano Ronaldo với tư cách là cầu thủ cao tuổi nhất tham dự. Anh thi đấu rất xuất sắc ở vị trí trung vệ cùng với Dias, nhưng Bồ Đào Nha dừng bước ở vòng tứ kết gặp Pháp sau để thua 3-5 ở loạt sút luân lưu.

## Phong cách thi đấu
Pepe là mẫu trung vệ có lối chơi rắn, đôi khi là thô bạo nhằm triệt hạ đối phương, không ngán bất kỳ một đối thủ nào, thường có xu hướng “chặt chém” cầu thủ đối phương và khiến cho tất cả tiền đạo luôn phải e dè khi đối đầu với anh. Pepe là cầu thủ dễ nổi nóng, sẵn sàng gây gổ hay thậm chí là gây sự với cầu thủ đối phương hoặc trọng tài khi họ gây bất lợi cho mình. Cũng vì thế mà anh được mệnh danh là một “gã đồ tể”  trên sân cỏ.

## Thống kê sự nghiệp

### Câu lạc bộ
| Câu lạc bộ          | Mùa giải            | Giải đấu            | Giải đấu | Giải đấu | Cúp quốc gia | Cúp quốc gia | Châu Âu | Châu Âu | Khác | Khác | Tổng cộng | Tổng cộng |
| Câu lạc bộ          | Mùa giải            | Hạng đấu            | Trận     | Bàn      | Trận         | Bàn          | Trận    | Bàn     | Trận | Bàn  | Trận      | Bàn       |
| ------------------- | ------------------- | ------------------- | -------- | -------- | ------------ | ------------ | ------- | ------- | ---- | ---- | --------- | --------- |
| Marítimo            | 2001–02             | Primeira Liga       | 4        | 0        | 0            | 0            | —       | —       | —    | —    | 4         | 0         |
| Marítimo            | 2002–03             | Primeira Liga       | 29       | 2        | 0            | 0            | —       | —       | —    | —    | 29        | 2         |
| Marítimo            | 2003–04             | Primeira Liga       | 30       | 1        | 1            | 0            | —       | —       | —    | —    | 31        | 1         |
| Marítimo            | Tổng cộng           | Tổng cộng           | 63       | 3        | 1            | 0            | —       | —       | —    | —    | 64        | 3         |
| Porto               | 2004–05             | Primeira Liga       | 15       | 1        | 1            | 0            | 5       | 0       | 1    | 0    | 22        | 1         |
| Porto               | 2005–06             | Primeira Liga       | 24       | 1        | 4            | 0            | 5       | 2       | —    | —    | 33        | 3         |
| Porto               | 2006–07             | Primeira Liga       | 25       | 4        | 0            | 0            | 8       | 0       | 1    | 0    | 34        | 4         |
| Porto               | Tổng cộng           | Tổng cộng           | 64       | 6        | 5            | 0            | 18      | 2       | 2    | 0    | 89        | 8         |
| Real Madrid         | 2007–08             | La Liga             | 19       | 0        | 1            | 0            | 3       | 0       | 2    | 0    | 25        | 0         |
| Real Madrid         | 2008–09             | La Liga             | 26       | 0        | 0            | 0            | 5       | 0       | 1    | 0    | 32        | 0         |
| Real Madrid         | 2009–10             | La Liga             | 10       | 1        | 1            | 0            | 6       | 0       | —    | —    | 17        | 1         |
| Real Madrid         | 2010–11             | La Liga             | 26       | 1        | 4            | 0            | 8       | 0       | —    | —    | 38        | 1         |
| Real Madrid         | 2011–12             | La Liga             | 29       | 1        | 5            | 0            | 9       | 0       | 2    | 0    | 45        | 1         |
| Real Madrid         | 2012–13             | La Liga             | 28       | 1        | 2            | 0            | 11      | 1       | 1    | 0    | 42        | 2         |
| Real Madrid         | 2013–14             | La Liga             | 30       | 4        | 7            | 1            | 11      | 0       | —    | —    | 48        | 5         |
| Real Madrid         | 2014–15             | La Liga             | 27       | 2        | 1            | 0            | 6       | 0       | 4    | 0    | 38        | 2         |
| Real Madrid         | 2015–16             | La Liga             | 21       | 1        | 1            | 0            | 9       | 0       | —    | —    | 31        | 1         |
| Real Madrid         | 2016–17             | La Liga             | 13       | 2        | 2            | 0            | 3       | 0       | 0    | 0    | 18        | 2         |
| Real Madrid         | Tổng cộng           | Tổng cộng           | 229      | 13       | 24           | 1            | 71      | 1       | 10   | 0    | 334       | 15        |
| Besiktas            | 2017–18             | Süper Lig           | 23       | 2        | 5            | 0            | 6       | 0       | 1    | 0    | 35        | 2         |
| Besiktas            | 2018–19             | Süper Lig           | 10       | 3        | 0            | 0            | 7       | 2       | —    | —    | 17        | 5         |
| Besiktas            | Tổng cộng           | Tổng cộng           | 33       | 5        | 5            | 0            | 13      | 2       | 1    | 0    | 52        | 7         |
| Porto               | 2018–19             | Primeira Liga       | 13       | 2        | 3            | 0            | 3       | 0       | 2    | 0    | 21        | 2         |
| Porto               | 2019–20             | Primeira Liga       | 25       | 1        | 2            | 0            | 9       | 0       | 1    | 0    | 37        | 1         |
| Porto               | 2020–21             | Primeira Liga       | 27       | 2        | 4            | 0            | 6       | 0       | 3    | 0    | 40        | 2         |
| Porto               | 2021–22             | Primeira Liga       | 21       | 1        | 3            | 0            | 9       | 0       | 0    | 0    | 33        | 1         |
| Porto               | 2022–23             | Primeira Liga       | 24       | 0        | 5            | 0            | 4       | 0       | 3    | 0    | 36        | 0         |
| Porto               | 2023–24             | Primeira Liga       | 22       | 1        | 4            | 0            | 7       | 2       | 1    | 0    | 34        | 3         |
| Porto               | Tổng cộng           | Tổng cộng           | 132      | 7        | 21           | 0            | 38      | 2       | 10   | 0    | 201       | 9         |
| Tổng cộng sự nghiệp | Tổng cộng sự nghiệp | Tổng cộng sự nghiệp | 521      | 34       | 56           | 1            | 140     | 7       | 23   | 0    | 742       | 42        |

1. 1 2 3 4 5 6 7 8 9 10 11 12 13 14 15 16 17 18  Số lần ra sân tại UEFA Champions League
2. ↑  Ra sân tại UEFA Super Cup
3. 1 2  Ra sân tại Supertaça Cândido de Oliveira
4. 1 2 3 4  Số lần ra sân tại Supercopa de España
5. ↑  Một lần ra sân tại UEFA Super Cup, một lần ra sân tại Supercopa de España, hai lần ra sân tại FIFA Club World Cup
6. ↑  Ra sân tại Turkish Super Cup
7. ↑  Số lần ra sân tại UEFA Europa League
8. 1 2  Số lần ra sân tại Taça da Liga
9. ↑  Hai lần ra sân tại UEFA Champions League, bảy lần ra sân tại UEFA Europa League
10. 1 2  Hai lần ra sân tại Taça da Liga, một lần ra sân tại Supertaça Cândido de Oliveira
11. ↑  Năm lần ra sân tại UEFA Champions League, bốn lần ra sân tại UEFA Europa League

### Quốc tế

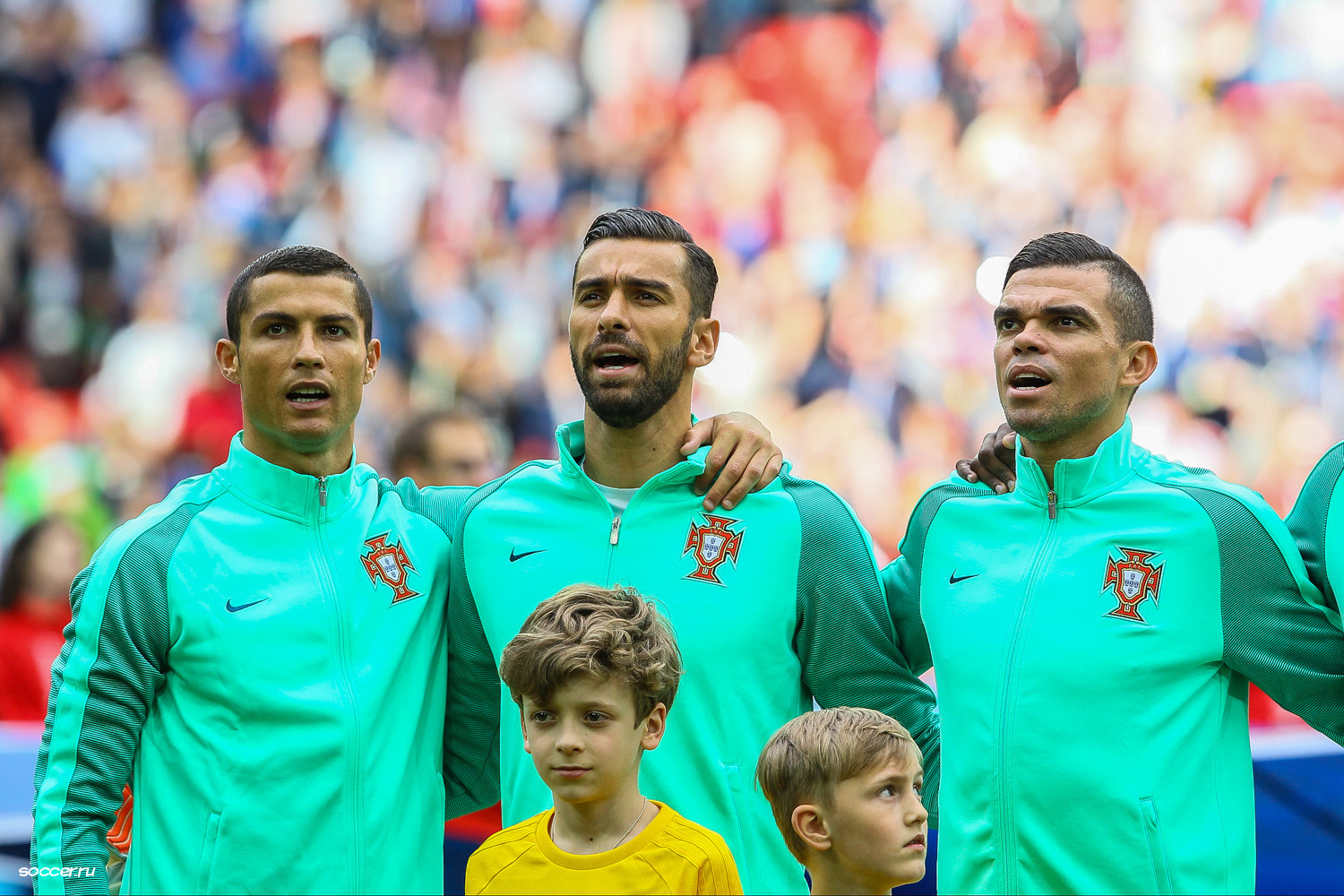
Từ trái qua phải: Cristiano Ronaldo, Rui Patrício và Pepe xếp hàng tại FIFA Confederations Cup 2017.

#### Số lần ra sân và bàn thắng qua các năm
| Đội tuyển quốc gia | Năm  | Trận | Bàn |
| ------------------ | ---- | ---- | --- |
| Bồ Đào Nha         | 2007 | 1    | 0   |
| Bồ Đào Nha         | 2008 | 12   | 1   |
| Bồ Đào Nha         | 2009 | 11   | 1   |
| Bồ Đào Nha         | 2010 | 6    | 0   |
| Bồ Đào Nha         | 2011 | 7    | 0   |
| Bồ Đào Nha         | 2012 | 12   | 1   |
| Bồ Đào Nha         | 2013 | 8    | 0   |
| Bồ Đào Nha         | 2014 | 8    | 0   |
| Bồ Đào Nha         | 2015 | 3    | 0   |
| Bồ Đào Nha         | 2016 | 13   | 1   |
| Bồ Đào Nha         | 2017 | 11   | 1   |
| Bồ Đào Nha         | 2018 | 11   | 2   |
| Bồ Đào Nha         | 2019 | 5    | 0   |
| Bồ Đào Nha         | 2020 | 5    | 0   |
| Bồ Đào Nha         | 2021 | 10   | 0   |
| Bồ Đào Nha         | 2022 | 10   | 1   |
| Bồ Đào Nha         | 2023 | 1    | 0   |
| Bồ Đào Nha         | 2024 | 7    | 0   |
| Tổng               | Tổng | 141  | 8   |

#### Bàn thắng quốc tế
| #  | Thời gian | Địa điểm                                      | Đối thủ   | Bàn thắng | Kết quả | Giải đấu                 |
| -- | --------- | --------------------------------------------- | --------- | --------- | ------- | ------------------------ |
| 1. | 7-6-2008  | Sân vận động Genève, Genève, Thụy Sĩ          | Argentina | 1–0       | 2–0     | Euro 2008                |
| 2. | 9-9-2009  | Sân vận động Ferenc Puskás, Budapest, Hungary | Hungary   | 0–1       | 0–1     | Vòng loại World Cup 2010 |
| 3. | 13-6-2012 | Arena Lviv, Lviv, Ukraina                     | Đan Mạch  | 0–1       | 2–3     | Euro 2012                |
| 4. | 1-9-2016  | Sân vận động Bessa, Porto, Bồ Đào Nha         | Đức       | 5–0       | 5–0     | Giao hữu                 |
| 5. | 2-7-2017  | Otkrytie Arena, Moscow, Nga                   | México    | 1–1       | 2–1     | Confed Cup 2017          |
| 6. | 30-6-2018 | Sân vận động Olympic Fisht, Sochi, Nga        | Uruguay   | 1–1       | 1-2     | World Cup 2018           |
| 7. | 6-9-2018  | Sân vận động Algarve, Loulé, Bồ Đào Nha       | Ba Lan    | 1–1       | 5-1     | Giao hữu                 |
| 8. | 6-12-2022 | Sân vận động Lusail Iconic, Lusail, Qatar     | Thụy Sĩ   | 2–0       | 6-1     | World Cup 2022           |

## Danh hiệu
Porto
- Primeira Liga: 2005–06, 2006–07, 2019–20, 2021–22
- Taça de Portugal: 2005–06, 2019–20, 2021–22, 2022–23, 2023–24
- Taça da Liga: 2022–23
- Supertaça Cândido de Oliveira: 2006, 2020, 2022
- Intercontinental Cup: 2004

Real Madrid
- La Liga: 2007–08, 2011–12, 2016–17
- Copa del Rey: 2010–11, 2013–14
- Supercopa de España: 2008, 2012
- UEFA Champions League: 2013–14, 2015–16, 2016–17
- UEFA Super Cup: 2014
- FIFA Club World Cup: 2014, 2016

Bồ Đào Nha
- UEFA European Championship: 2016
- UEFA Nations League: 2018–19[17]

Cá nhân
- Đội hình xuất sắc nhất EURO: 2008, 2012, 2016
- Đội hình xuất sắc nhất UEFA Champion League: 2013–14
- ESM Team of the Year: 2013–14
- Cầu thủ xuất sắc nhất trận chung kết UEFA Euro 2016

Huân chương
- Người chỉ huy Huân chương Công trạng Bồ Đào Nha[18]